# Laodike I
Laodike I, död efter år 237 f.Kr, var en drottning i det seleukidiska riket i Syrien. Hon var gift med Antiochos II Theos.
Hon var dotter till prins Achaios och en okänd grekinna och sondotter till Seleukos I och dennes första maka Apama. Hon gifte sig före 266 f.Kr med sin kusin Antiochos II. År 252 f.Kr. slöt Antiochos II fred med Ptolemaios II Filadelfos av Egypten (Ptolemeiska riket). Som en del av freden gick han med på att skilja sig från Laodike och gifta sig med Ptolemaios' dotter Berenike Syra och göra de eventuella barn han fick med henne till sina arvingar före Laodikes barn. Detta fullföljdes året därpå. Laodike I fick efter skilsmässan stora landområden i Mindre Asien som sina personliga förläningar och bosatte sig med sitt eget hov i Efesos. 
År 246 f.Kr avled Ptolemaios, och Antiochos övergav Berenike Syra i sin huvudstad Antiokia och återvände till Laodike i Efesos. Strax därpå avled han, möjligen förgiftad av Laodike. Berenike Syra utropade nu sin son till kung i Antiokia och sig själv som hans förmyndarregent, medan Laodike i Efesos gjorde sina egna söner Seleukos II och Antiochos Hierax till kungar. För att undvika ett inbördeskrig lät hon genast mörda Berenike Syra och dennas son. Mordet gjorde att Berenikes bror Ptolemaios III förklarade krig mot seleukiderriket: kriget kallades Laodike-kriget. Själv föredrog Laodike I sin yngre son, och då han år 244 gjorde uppror tog hon hans parti mot sin äldre son i det inbördeskrig som följde. Laodike I mördades av Ptolemaios som hämnd för hans systers död, men det är oklart vilket år det skedde. Det måste ha skett efter år 237 f.Kr, eftersom det finns en inskription som omnämner henne som levande det året.  
Barn: 
1. Seleukos II Kallinikos
2. Antiachos Hierax
3. Apama
4. Stratonike av Kappadokien
5. Laodike